# 计承江
计承江（1953年—），安徽肥东人，汉族，中华人民共和国政治人物、第十一届全国人民代表大会河南地区代表。
毕业于西南财经大学金融专业，是中共党员。担任中国人民银行郑州中心支行行长、河南省外汇管理局局长、中国书法家协会会员、河南省书协副主席、中国金融书协副主席。2008年起担任全国人大代表。